# Laukuva
Laukuva (in russo Лавковъ?) è un centro abitato del distretto di Šilalė della contea di Tauragė, nell'ovest della Lituania. Dista 16 km a nord da Šilalė. Secondo il censimento del 2011, la popolazione ammonta a 832 abitanti.
Vicina all'autostrada della Samogizia, costituisce il centro principale dell'omonima seniūnija.

## Toponimo
Petras Jonikas, linguista lituano esperto dei dialetti di questa regione, fa derivare il nome della città dal termine laukuva ("prato in riva al lago"). Tuttavia, tale etimologia non è confermata da altre fonti.

## Geografia
Localizzata nell'ovest della Lituania e distante 2 km a nord-est del parco regionale di Varniai, Laukuva è conosciuta a livello nazionale per i suoi record climatici. Nel marzo del 1931, si posò in zona il manto nevoso più spesso mai registrato in Lituania (94 cm). Nel 1968, si registrarono 79 mm di ghiaccio lungo i cavi elettrici dell'alta tensione. Nel 2002, il record di siccità del paese (0,0 mm di pioggia al mese) si è ripetuto ad agosto.

## Storia
Il tumulo di Treigiai, localizzato in zona, si riconduce a dove si era sviluppata l'antica Laukuva, menzionata nel 1254. Il complesso del tumulo di Medvėgalis si trova a 10 km dall'insediamento. Menzionato già una prima volta nel 1253 come importante centro difensivo nella lotta tra Mindaugas e i crociati e poi ceduto ai secondi come pedina di scambio, l'ordine teutonico chiamava il villaggio Medewage. L'insediamento viene citato nel 1329, quando il re Giovanni I di Boemia aveva insistito nel risparmiare 6.000 samogiti che si erano arresi in loco: la metà di essi ricevette il battesimo.
Nel 1624, andò realizzata una chiesa in legno e, dopo l'incendio del 1654, questa fu ricostruita sul sito attuale. La città venne menzionata ancora per via dei diversi incendi verificatisi nel 1701, 1829, 1858, 1911 e 1928. Nel 1778 Laukuva ricevette il privilegio di un mercato settimanale e di due scambi annuali, circostanza che spinse un certo numero di artigiani e mercanti a stabilirvisi.
Nel 1863, un plotone di ribelli fedeli a P. Šimkevičius vicino a Laukuva ingaggiò una battaglia poi perduta contro le unità dell'esercito dell'Impero russo. Nel 1907, si fondo una scuola elementare il cui insegnamento avveniva in lingua russa.
Nel 1941, gli ebrei residenti a Laukuva vennero deportati e uccisi vicino a Telšiai nel mese di agosto. Dopo la seconda guerra mondiale, divennero operativi a Laukuva alcuni partigiani: alcuni di essi rientravano tra i 17 cittadini deportati dalle autorità sovietiche nel 1940-1941 e nel 1944-1953. Divenuta sede di una fattoria collettiva durante la parentesi sovietica, nel corso dei decenni successivi alla seconda guerra mondiale si costruirono nuove infrastrutture, quali una biblioteca, un liceo, un'altra scuola, una palestra, un museo di tradizioni locali, una farmacia e un albergo. Nel 2003, lo stemma di Laukuva è divenuto quello ufficiale.

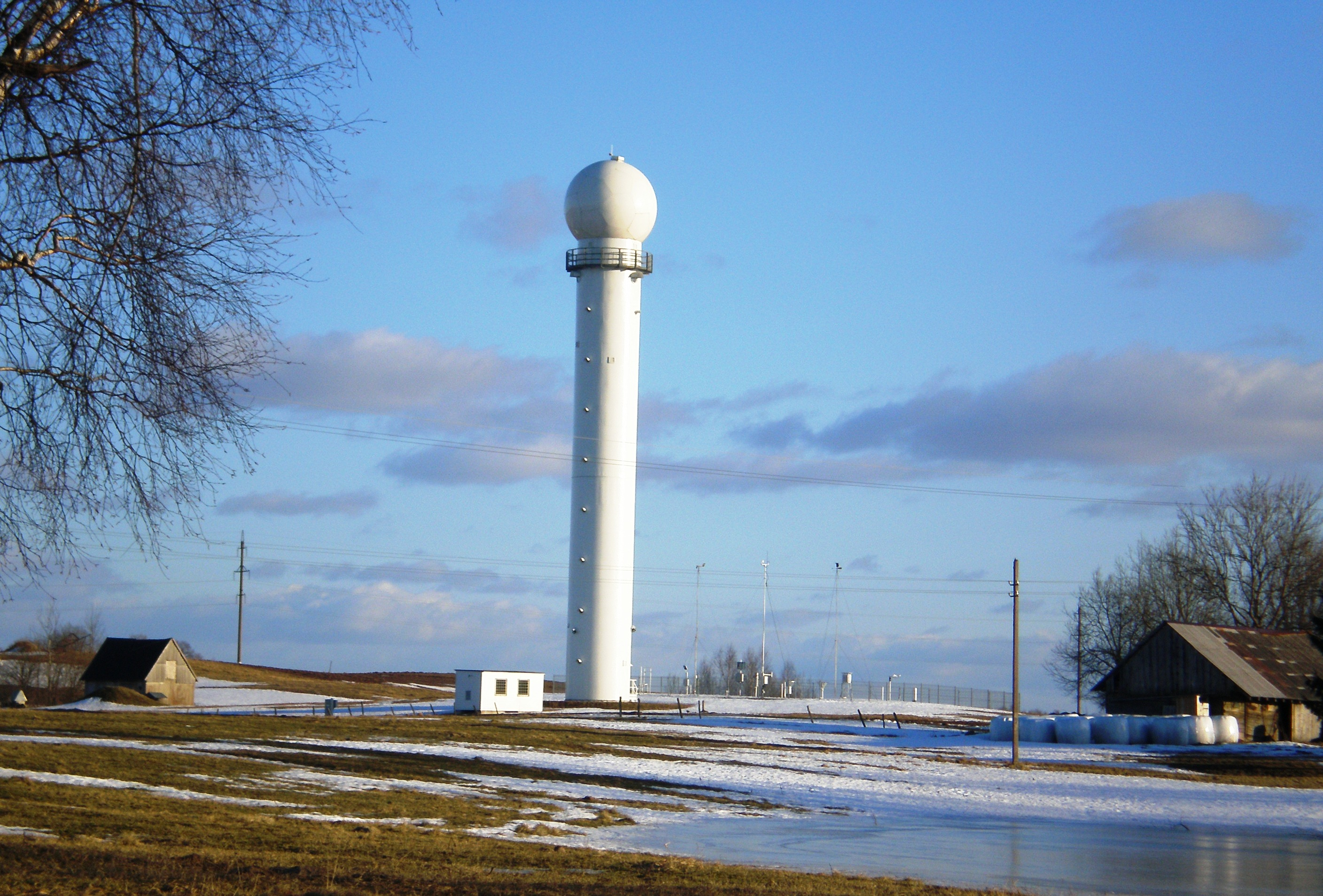
Il primo radar meteorologico in Lituania

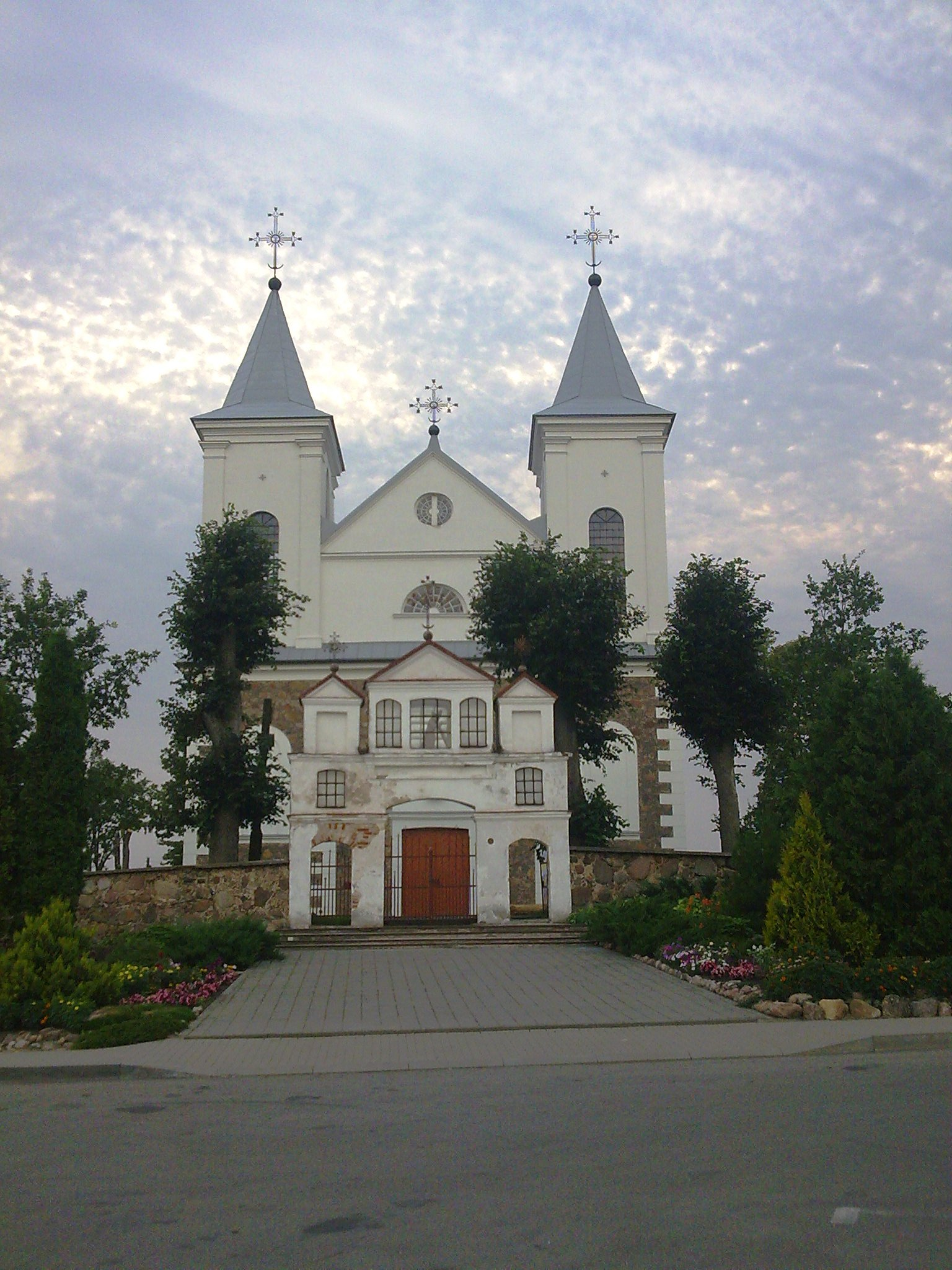
Chiesa di Laukuva

Nel 2010, si completò la costruzione del primo radar meteorologico della Lituania. Alto 38 m, le onde elettromagnetiche di questo radar meteorologico ricevono informazioni sui fenomeni meteorologici legati alle condizioni estreme: perturbazioni violente, grandine, piogge forti e temporali, continuamente segnalate in tempo reale ed elaborate da un programma di segnale digitale con un raggio fino a 250 km. Tali informazioni sono particolarmente utili per la previsione e l'avvertimento di fenomeni meteorologici naturali e catastrofici, la previsione delle piene, la loro distribuzione e intensità. I paesi europei sono collegati a una rete europea comune di radar meteorologici e scambiano dati e altre informazioni. Il radar rientrava nel programma previsto dal ministero dell'Ambiente nazionale nel 2008 per la prevenzione e la previsione di eventi meteorologici estremi.

## Monumenti e luoghi d'interesse
La caratteristica pianta a scacchiera della cittadina risale al XVII secolo. I monumenti d'interesse principali includono:
- La muratura in pietra di due torri dalle forme tipiche dell'architettura del Romanticismo della chiesa di Laukuva dedicata alla Scoperta della Vera Croce, costruita nel 1856. L'edificio presenta un altare ligneo con un gruppo di sculture a sud, dipinti ("Sant'Antonio") e sculture del XIX secolo ("Crocifisso", "San Francesco", "Santo con libro").
- Cappella lignea del vecchio cimitero risalente al XVIII secolo.[6]